# 타카하시 카이토
타카하시 카이토(일본어: 髙橋海人, 1999년 4월 3일 ~ )는 일본의 가수, 탤런트, 아이돌.이며, King & Prince 멤버이다.
카나가와 현 출신. STARTO ENTERTAINMENT 소속.

## 내력
유치원 시절에 춤을 비롯한 초등학교 3학년부터 콘테스트에 참여하였고, 전국 대회에서 우승을 하였다. 2015년 6월에 텔레비전 아사히행사 『텔레비전 아사히·록뽄기 힐즈 페스티벌 SUMMER STATION』의 공식 응원 서포터로 기간 한정 유닛·Mr.King vs Mr.Prince을 결성하였고,"Mr.King"의 멤버로 선발되었다. 유닛은 계속 활동하는 것으로 발표되었다.
그 후로도 Mr.KING 멤버로 활동을 계속하고 있다.
2018년
- 1월 17일 King & Prince 데뷔 확정
- 5월 23일 1st CD 데뷔 싱글 〈シンデレラガール〉 발매

## 출연

### 무대
- DREAM BOYS (2013년 9월 5일 - 9월 29일 제국 극장)
- JOHNNYS'2020 WORLD (2013년 12월 7일 - 2014년 1월 27일 제국 극장)
- 쟈니스 긴자 2014[sexy jr, sexy age공연] (2014년 5월 24·25·31일 6월 하루, 극장 밤에)
- DREAM BOYS (2014년 9월 4일 - 30일 제국 극장)
- 2015신춘 JOHNNYS'World (2015년 1월 하루-27일 제국 극장)
- 쟈니스 긴자 2015[A공연] (2015년 4월 24일-4월 26일 5월 30일 - 6월 하루, 극장 밤에)
- DREAM BOYS (2016년 9월 3일 - 9월 30일 제국 극장) - Johnnys'5역

### 오락
- 가 무샤라! (2014년 4월 12일 - 2016년 4월 3일텔레비전 아사히)
- R의 법칙 (2016년 10월-, NHK E텔레)

### 콘서트
- 가 무샤라 J's Party!!Vol.1(2014년 2월 하루 - 2일EX극장 롯폰기)
- 가 무샤라 J's Party!!Vol.3(2014년 4월 16일 - 17일 EX극장 롯폰기)
- 가 무샤라 Sexy여름 축제!![팀 우](2014년 7월 30일 - 8월 10일 EX극장 롯폰기)
- 사마천 스테 쟈니스 킹[타카하시 카이토,Snow Man·Love-tune)(2016년 8월 17일 - 25일 EX극장 롯폰기)

### 뮤직비디오
- Sexy Zone
  - "바이바이 Du바이, See you again,/A MY GIRL FRIEND" (2013년)
  - "King&Queen&Joker" (2014년)
  - "Cha-Cha-Cha챔피언" (2015년)
  - "Let's Go To Earth"(앨범 『Sexy Power3』에 수록되어 있다) (2015년)